# Hadrokolos
Hadrokolos is een vliegengeslacht uit de familie van de roofvliegen (Asilidae).

## Soorten
- H. cazieri Martin, 1959
- H. notialis Martin, 1967
- H. pritchardi Martin, 1959
- H. texanus (Bromley, 1934)